# Sovietul Militar Revoluționar
Sovietul Militar Revoluționar al Republicii (prescurtat Revvoensoviet ) (în limba rusă Революционный Военный Совет, Реввоенсовет) a fost autoritatea militară supremă în Rusia Sovietică. A fost înființat prin decretul Comitetului Central Executiv din întreaga Rusie (VȚIK) pe  2 septembrie 1918. 
Până în acel moment, existau două corpuri ale autorității militare: Sovietul Militar Suprem (Высший военный совет) și Departamentul Operativ al Comisariatului Poporului pentru Probleme Militare  (Оперативный отдел Народного комиссариата по военным делам).
Decretul punea toate fronturile și organizațiile militare sub singura comandă a Revvoensoviet și a președintelui acestuia.  Exista un singur comandant suprem (главком) pentru comanda militară operativă și strategică, subordonat militar și politic doar președintelui organizației, care era în același timp și Comisar al poporului pentru Armată și Marină. 
Primul președinte a fost Lev Troțki.
Primul comandant suprem a fost pușcașul roșu leton Ioakim Vatsetis. În iulie 1919, a fost înlocuit de Serghei Kamenev (1919-1924). 
După crearea Revvoensoviet, a fost creat pe 30 noiembrie 1918 și Sovietul pentru Apărare al Muncitorilor și Țăranilor, condus de Vladimir Ilici Lenin și având ca membri pe Președintele Revvoensoviet (Troțki), un reprezentant  al  VȚIK (Stalin) și câțiva narkomi. Sarcina lui era să mobilizeze toate resursele țării pentru apărare.